# Saison 2022 de l'équipe cycliste Alpecin-Deceuninck
La saison 2022 de l'équipe cycliste Alpecin-Deceuninck est la quatorzième de cette équipe.

## Coureurs et encadrement technique

### Arrivées et départs
| Coureur                  | Provenance                     | Durée contrat |
| ------------------------ | ------------------------------ | ------------- |
| Maurice Ballerstedt      | Jumbo-Visma Development        | 2022-2024     |
| Sjoerd Bax               | Metec-Solarwatt-Mantel         | 2022          |
| Michael Gogl             | Qhubeka NextHash               | 2022-2023     |
| Jakub Mareczko           | Vini Zabù                      | 2022-2023     |
| Stefano Oldani           | Lotto-Soudal                   | 2022-2023     |
| Robert Stannard          | BikeExchange                   | 2022-2023     |
| Fabio Van Den Bossche    | Sport Vlaanderen-Baloise       | 2022-2023     |
| Guillaume Van Keirsbulck | Alpecin-Fenix Development Team | 2022          |

| Coureur              | Nouvelle équipe                | Durée contrat |
| -------------------- | ------------------------------ | ------------- |
| Laurens De Vreese    |                                |               |
| Roy Jans             | Retraite                       |               |
| Marcel Meisen        |                                |               |
| Sacha Modolo         | Bardiani CSF Faizanè           | 2022          |
| Alexandar Richardson |                                |               |
| Diether Sweeck       | Alpecin-Fenix Development Team | 2022          |
| Ben Tulett           | Ineos Grenadiers               | 2022-2024     |
| Petr Vakoč           | Retraite                       |               |
| Otto Vergaerde       | Trek-Segafredo                 | 2022-2023     |
| Louis Vervaeke       | Quick Step-Alpha Vinyl         | 2022-2023     |
| Philipp Walsleben    | Retraite                       |               |

### Effectif
| Coureur             | Date de Nais.             | Équipe en 2021         | Cont. |
| ------------------- | ------------------------- | ---------------------- | ----- |
| Edward Anderson     | 18 avril 1998 (24 ans)    | Alpecin-Fenix          | 2022  |
| Maurice Ballerstedt | 16 janvier 2001 (21 ans)  | Jumbo-Visma Dev.       | 2024  |
| Sjoerd Bax          | 6 janvier 1996 (26 ans)   | Metec-Solarwatt-Mantel | 2022  |
| Tobias Bayer        | 17 novembre 1999 (23 ans) | Alpecin-Fenix          | 2023  |
| Dries De Bondt      | 4 juillet 1991 (31 ans)   | Alpecin-Fenix          | 2023  |
| Floris De Tier      | 20 janvier 1992 (32 ans)  | Alpecin-Fenix          | 2022  |
| Silvan Dillier      | 3 août 1990 (32 ans)      | Alpecin-Fenix          | 2023  |
| Samuel Gaze         | 12 décembre 1997 (27 ans) | Alpecin-Fenix Dev.     | 2024  |
| Michael Gogl        | 4 novembre 1993 (29 ans)  | Qhubeka NextHash       | 2023  |
| Jimmy Janssens      | 30 mai 1989 (33 ans)      | Alpecin-Fenix          | 2022  |
| Alexander Krieger   | 28 novembre 1991 (31 ans) | Alpecin-Fenix          | 2023  |
| Senne Leysen        | 18 mars 1996 (26 ans)     | Alpecin-Fenix          | 2023  |
| Jakub Mareczko      | 30 avril 1994 (28 ans)    | Vini Zabù              | 2023  |
| Tim Merlier         | 30 octobre 1992 (30 ans)  | Alpecin-Fenix          | 2022  |
| Xandro Meurisse     | 31 janvier 1992 (30 ans)  | Alpecin-Fenix          | 2022  |
| Stefano Oldani      | 10 janvier 1998 (24 ans)  | Lotto-Soudal           | 2023  |

| Coureur                  | Date de Nais.              | Équipe en 2021           | Cont. |
| ------------------------ | -------------------------- | ------------------------ | ----- |
| Jasper Philipsen         | 2 mars 1998 (24 ans)       | Alpecin-Fenix            | 2024  |
| Edward Planckaert        | 1er février 1995 (27 ans)  | Alpecin-Fenix            | 2023  |
| Jonas Rickaert           | 7 février 1994 (28 ans)    | Alpecin-Fenix            | 2025  |
| Oscar Riesebeek          | 23 décembre 1992 (30 ans)  | Alpecin-Fenix            | 2023  |
| Kristian Sbaragli        | 8 mai 1990 (32 ans)        | Alpecin-Fenix            | 2023  |
| Robert Stannard          | 16 septembre 1998 (24 ans) | BikeExchange             | 2023  |
| Lionel Taminiaux         | 21 mai 1996 (26 ans)       | Alpecin-Fenix            | 2023  |
| Scott Thwaites           | 12 février 1990 (32 ans)   | Alpecin-Fenix            | 2022  |
| Fabio Van Den Bossche    | 21 septembre 2000 (22 ans) | Sport Vlaanderen-Baloise | 2023  |
| David van der Poel       | 15 juin 1992 (30 ans)      | Alpecin-Fenix            | 2023  |
| Mathieu van der Poel     | 19 janvier 1995 (27 ans)   | Alpecin-Fenix            | 2025  |
| Guillaume Van Keirsbulck | 14 février 1991 (31 ans)   | Alpecin-Fenix Dev. Team  | 2022  |
| Gianni Vermeersch        | 19 novembre 1992 (30 ans)  | Alpecin-Fenix            | 2022  |
| Julien Vermote           | 26 juillet 1989 (33 ans)   | Alpecin-Fenix            | 2022  |
| Jay Vine                 | 16 novembre 1995 (27 ans)  | Alpecin-Fenix            | 2022  |

## Champions nationaux, continentaux et mondiaux
| Date         | Course                                         | Maillot | Coureurs            | Pays      | Lieu        |
| ------------ | ---------------------------------------------- | ------- | ------------------- | --------- | ----------- |
| 26 juin 2022 | Championnats d'Allemagne du CLM U23            |         | Maurice Ballerstedt | Allemagne | Marsberg    |
| 26 juin 2022 | Championnats de Belgique de cyclisme sur route |         | Tim Merlier         | Belgique  | Middelkerke |